# La forza del destino

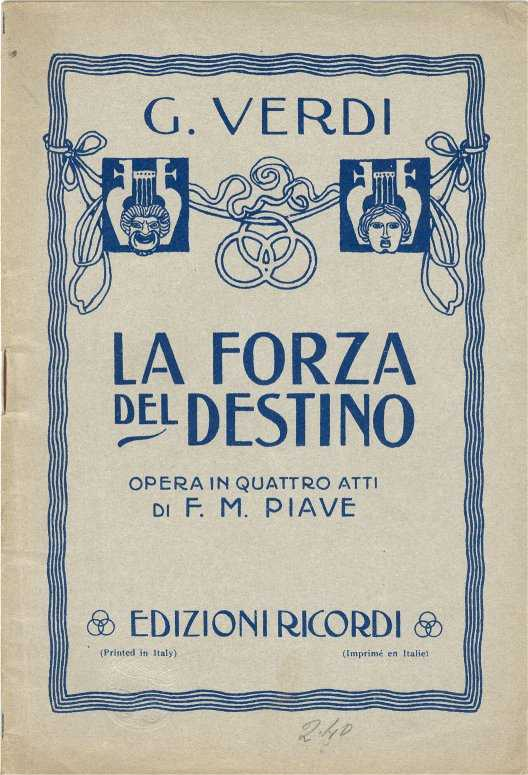

La forza del destino (tiếng Việt: Sức mạnh của số phận) là vở opera 4 màn của nhà soạn nhạc thiên tài người Ý Giuseppe Verdi. Tác giả của lời của vở opera này là Francesco Maria Piave. Piave đã dựa vào vở bị kịch Don Alvaro của công tước vùng Rivas. Tác phẩm của Verdi được ông viết trong các năm 1861-1862 cho Nhà hát Hoàng gia Sankt Petersburg, được trình diễn lần đầu tiên vào năm 1862.